# Velim (Kolíni járás)
Velim település Csehországban, Kolíni járásban. Pňov-Předhradí, Sokoleč, Břežany I, Křečhoř, Nová Ves I és Cerhenice településekkel határos. Lakosainak száma 2232 fő (2024. január 1.). A közelben található a Velimi Vasúti Kísérleti Központ.

## Népesség
A település lakosságának változását az alábbi diagram mutatja:
| Lakosok száma | 1419 | 1962 | 2395 | 2306 | 2040 | 1985 | 2191 | 2220 | 2268 | 2232 |
|               | 1869 | 1890 | 1921 | 1950 | 1980 | 2001 | 2017 | 2019 | 2022 | 2024 |